# Poszukiwacze
Poszukiwacze (ang. The Searchers) – amerykański western z 1956 roku w reżyserii Johna Forda na podstawie powieści pod tym samym tytułem Alana Le Maya. Film odniósł sukces kasowy, ale nie otrzymał żadnych nominacji do Nagród Akademii Filmowej.
W filmie Ethan Edwards (John Wayne) i Martin Pawley (Jeffrey Hunter) poszukują dwóch dziewcząt z rodziny, porwanych przez Komanczów.
W 1989 roku film został jednym z pierwszych 25 filmów wprowadzonych do Narodowego Rejestru Filmowego Stanów Zjednoczonych jako „znaczących kulturowo, historycznie bądź estetycznie”.

## Obsada
- John Wayne jako Ethan Edwards
- Jeffrey Hunter jako Martin Pawley
- Vera Miles jako Laurie Jorgensen
- Ward Bond jako kapitan (pastor) Samuel Johnston Clayton
- Natalie Wood jako Debbie Edwards
  - Lana Wood jako małoletnia Debbie Edwards
- John Qualen jako Lars Jorgensen
- Olive Carey jako pani Jorgensen
- Henry Brandon jako wódz „Blizna” / Cicatriz
- Ken Curtis jako Charlie McCorry
- Harry Carey Jr. jako Brad Jorgensen
- Antonio Moreno jako Emilio Figueroa
- Hank Worden jako Mose Harper
- Beulah Archuletta jako Wild Goose Flying in the Night Sky
- Walter Coy jako Aaron Edwards
- Dorothy Jordan jako Martha Edwards
- Pippa Scott jako Lucy Edwards
- Patrick Wayne jako porucznik Greenhill

Źródło: 

## Wyróżnienia
| Rok wyróżnienia | Amerykański Instytut Filmowy                                                        | Miejsce                         |
| --------------- | ----------------------------------------------------------------------------------- | ------------------------------- |
| 1998            | Lista stu najlepszych amerykańskich filmów według AFI                               | 96. miejsce                     |
| 2007            | Lista 100 najlepszych amerykańskich filmów wszech czasów (edycja z okazji 10-lecia) | 12. miejsce                     |
| 2008            | Lista 10 najlepszych filmów w 10 klasycznych gatunkach filmowych                    | 1. miejsce w kategorii westerny |

## Nagrody i nominacje
| Nagroda | Kategoria                                             | Nominowani | Wynik     | Źródło |
| ------- | ----------------------------------------------------- | ---------- | --------- | ------ |
| DGA     | Najlepsze osiągnięcie reżyserskie w filmie fabularnym | John Ford  | Nominacja | [ 8 ]  |